# 홍처윤 선생 묘 및 묘갈
홍처윤선생묘 및 묘갈은 대한민국 경기도 안산시 단원구에 있다. 1991년 11월 2일 안산시의 향토유적 제13호로 지정되었다.

## 개요
조선 후기의 문신. 배천군수 때는 선정을 베풀어 군민이 송덕비를 세웠고, 교리 때는 효종에게 천문관측기구인 기형을 만들어 바쳤다.